# Судебник 1589
Судебник 1589 (також Судебник царя Федора Івановича) — приватна кодифікація норм руського права, що діяли в північних землях Московського царства. Відомий науці з 1899 року. Знайдено 5 списків цієї правової пам'ятки, серед яких учені розрізняють Коротку редакцію (два списки — 56 статей) і Розширену редакцію (три списки — 231 стаття).